# Matko Miljevic
Matko Mijael Miljevic (chorw. Matko Mihael Miljević; ur. 9 maja 2001 w Miami) – amerykański piłkarz pochodzenia argentyńskiego i chorwackiego występujący na pozycji ofensywnego pomocnika, reprezentant Stanów Zjednoczonych, od 2020 roku zawodnik argentyńskiego Huracánu.
Urodził się w Stanach Zjednoczonych, dokąd wyemigrowali jego pochodzący z Argentyny rodzice. Niedługo potem rodzina powróciła do Argentyny. Jego dziadek pochodził z Chorwacji.